# Gaston de Chasseloup-Laubat

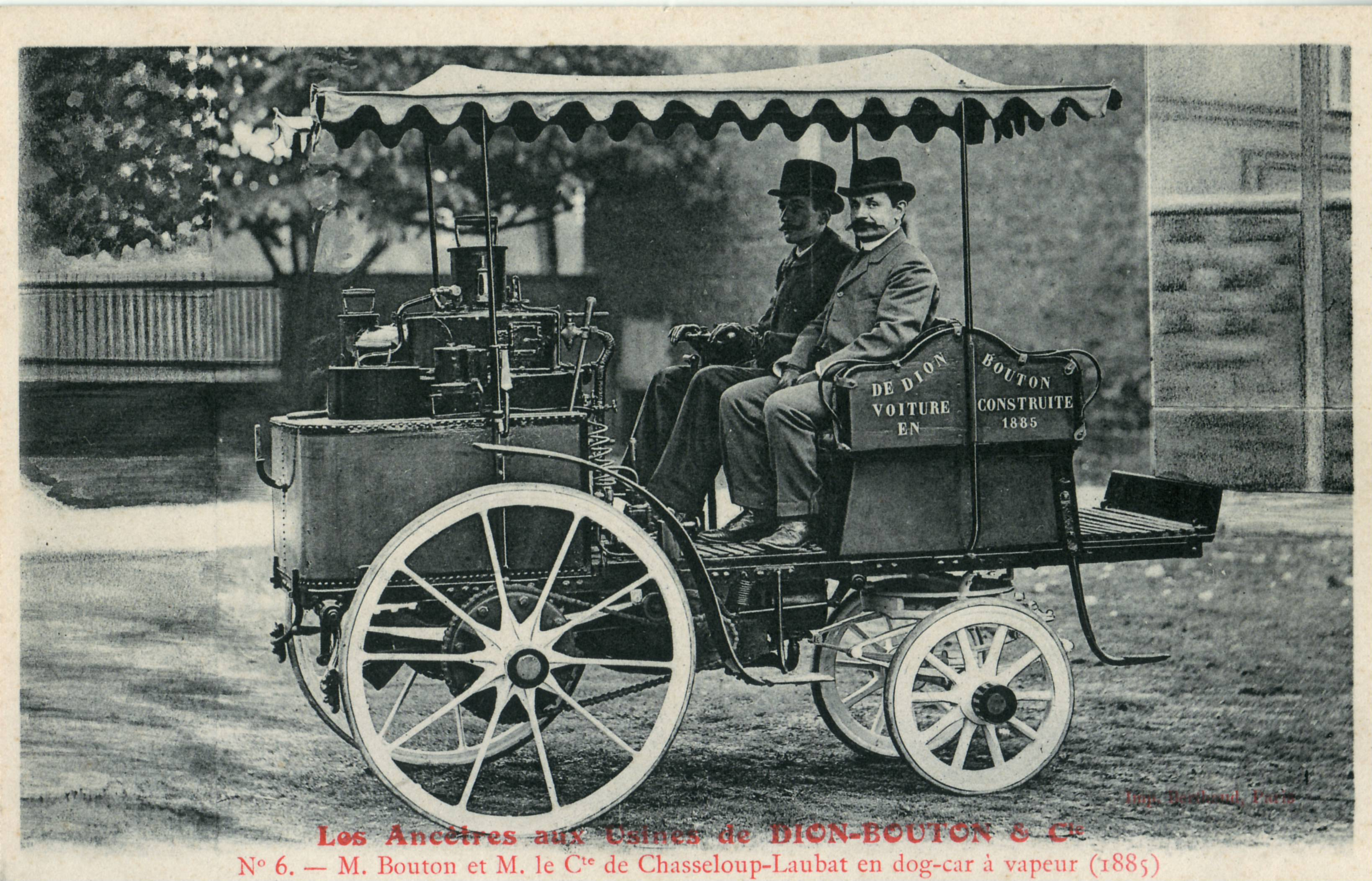
Georges Bouton và bá tước de Chasseloup-Laubat trên ô tô hơi nước Trépardoux & Cie. Dog Cart de route (1885), có lẽ là chiếc xe đã giành chiến thắng tại cuộc đua Marseille-La Turbie năm 1897.

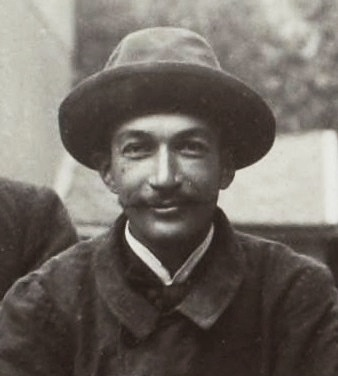
Gaston de Chasseloup-Laubat, tại cuộc đua ô tô Tour de France năm 1899.

Bá tước Gaston de Chasseloup-Laubat (7 tháng 6 năm 1866, Paris, Pháp - 20 tháng 11 năm 1903, Le Cannet, Pháp) là một quý tộc và là người lái xe đua người Pháp. Ông là con của Hầu tước Prosper de Chasseloup-Laubat, Bộ trưởng Hải quân thời Napoleon III, và người vợ Mỹ Marie-Louise Pilié.
Ông được biết đến với việc thiết lập kỷ lục tốc độ ô tô đầu tiên được công nhận vào ngày 18 tháng 12 năm 1898 tại Achères, Yvelines, sử dụng một chiếc xe hơi điện Jeantaud. Kỷ lục này được thiết lập trong cuộc thi được tổ chức bởi tạp chí ô tô Pháp La France Automobile. Ông đã hoàn thành một lượt chạy xe dài 1 km (0,62 mi) chạy trong 57 với tốc độ trung bình 63,13 km/h (39,23 mph).
Ông tiếp tục cải thiện kỷ lục này đến 66,65 km/h một tháng sau đó vào ngày 17 tháng 1 năm 1899, cũng tại Achères trong lần đầu tiên của một loạt các cuộc thi đấu lập kỷ lục với Camille Jenatzy. Mười ngày sau, Jenatzy đã vượt qua được kỷ lục này (80,35 km/h) mặc dù kỷ lục quay lại Chasseloup-Laubat vào ngày 4 tháng 3 năm 1899 với tốc độ 92,69 km/h. Jenatzy cuối cùng lập kỷ lục vào ngày 29 tháng 4 năm 1899, với tốc độ trung bình 105 km/h, một kỷ lục kéo dài đến 3 năm.
Chasseloup-Laubat đã giành chiến thắng cuộc đua đường dài Marseille-La Turbie vào năm 1897 với một chiếc xe hơi nước được thiết kế bởi Trépardoux & Cie, tiền thân của De Dion-Bouton. Đây là sự kiện đua xe liên thành phố duy nhất có nhà vô địch sử dụng một chiếc xe hơi nước.
Bá tước đã chết ở Le Cannet, gần Cannes, 37 tuổi, sau 2 năm vật lộn với bệnh tật.